# Distretto di Vyžnycja
Il distretto di Vyžnycja (in ucraino Вижницкий район?, Vyžnyc'kyj rajon) è un distretto nell'oblast' di Černivci in Ucraina. Il suo centro amministrativo è la città di Vyžnycja. Ha una popolazione di 89 606 abitanti..
Il 18 luglio 2020, come parte della riforma amministrativa dell'Ucraina, il numero di distretti dell'oblast di Černivci è stato ridotto a  tre e l'area del distretto di Vyžnycja  è stata notevolmente ampliata.